# Onychelus suturatus
Onychelus suturatus är en mångfotingart som beskrevs av Cook 1911. Onychelus suturatus ingår i släktet Onychelus och familjen Atopetholidae. Inga underarter finns listade i Catalogue of Life.